# Sangatissa triseriata
Sangatissa triseriata är en fjärilsart som beskrevs av Butler 1875. Sangatissa triseriata ingår i släktet Sangatissa och familjen Eupterotidae. Inga underarter finns listade.